# 'Ndrina Iamonte
La 'ndrina Iamonte è una storica cosca malavitosa o 'ndrina della 'ndrangheta calabrese, originaria di Melito Porto Salvo. Le loro attività illecite vanno dal traffico di stupefacenti, riciclaggio di denaro, appalti pubblici fino al traffico di armi e di esplosivi. Sono alleati dei Moscato. In Italia si trovano anche in Toscana, Liguria, Piemonte, Valle d'Aosta e Lombardia (dove sono attivi a Desio nell'omonimo locale, Bovisio Masciago e Cesano Maderno). All'estero hanno cellule nell'est Europa. I Moscato e i Malacrinò sono 'ndrine loro alleate.

## Storia

### Anni '70
Inizia ad accrescere la sua influenza e il suo potere quando il suo boss Natale Iamonte si interessa negli anni settanta della costruzione della Liquichimica di Saline Joniche. Egli organizzò la spartizione dei miliardi di lire dati dal governo italiano da dividere tra le 'ndrine del luogo e anche con famiglie canadesi.
Sempre negli anni Settanta gli Iamonte si inseriscono insieme ai catanesi Santapaola anche per la costruzione delle Officine Grandi Riparazioni per le Ferrovie dello Stato.

### Anni '90
Negli anni '90 a Roghudi scoppia una faida tra gli Zavettieri e i Pangallo-Maesano-Verno, in cui finiscono coinvolti per il sequestro dell'8 aprile 1992 di Giacomo Falcone, imprenditore amico degli Iamonte.
Dopo 14 morti la commissione interprovinciale riesce a far concludere la faida.
Il 25 febbraio 1994 viene arrestato Giovanni Polimeni, latitante, ritenuto un esponente di spicco della cosca.
- 18 aprile 1996 - Operazione Rose Rosse contro gli Iamonte[7][8].

### Anni 2000
- 14 settembre 2000 - Operazione Scilla contro gli Iamonte[1].
- Il 12 aprile 2001 grazie all'operazione Abisso[9] della squadra mobile reggina vengono tratti in arresto alcuni esponenti della cosca Iamonte con l'accusa di usura ed estorsione ai danni di un imprenditore di Saline Joniche, ad esclusione di Antonio Bartolo Malacrinò che era già latitante da oltre due anni di cui era sfuggito all'arresto in un'altra indagine della Dia di Reggio Calabria.
- Il 27 agosto 2004 a Montebello Jonico vengono ritrovati 12 kg di tritolo appartenenti agli Iamonte[10].
- Il 19 ottobre 2004 a Montebello Jonico vengono ritrovati 45 kg di tritolo[10].
- Il 12 giugno 2008 Giuseppe Iamonte viene condannato a 15 anni di carcere e 50.000 € di multa, vengono dati 3 anni e 7 mesi a Carmelo Iamonte, 3 anni ad Antonio Iamonte e a Giuseppe Iachino, 3 anni a Bartolo Iamonte e infine 2 anni e 8 mesi a Domenico Pio.[11]

Nel 2009 viene alla luce da una confessione del pentito Francesco Fonti che Natale Iamonte nel 1987 abbia partecipato all'affondamento della nave Rigel, piena di rifiuti tossici, nel Mediterraneo, e di una nave al largo di La Spezia e una al largo di Livorno. Il pentito viene denunciato dall'anziano boss per calunnia.

### Anni 2010
- Il 3 febbraio 2010 i carabinieri, durante l'operazione Leone, arrestano 67 persone che gestiva un traffico di immigrati, tra cui esponenti degli Iamonte e dei Cordì insieme a persone di origine indiana. Sono accusati di associazione a delinquere per favoreggiamento di immigrazione clandestina e per i Cordì anche le modalità mafiose[14][15].
- Il 24 febbraio 2012 nell'operazione Affari di famiglia i carabinieri di Reggio Calabria arrestato 5 persone presunte affiliate ai Ficara-Latella e Iamonte e sequestrano 20 milioni di euro di beni, sono accusati di estorsione nei confronti di quelle aziende che stavano eseguendo i lavori di ammodernamento della statale 106 nei tratti dove le 'ndrine esercitavano il loro potere (pretendevano il 4% dell'appalto)[16].
- Nel dicembre 2012 viene condannato Pio Candeloro, della Locale di Desio[17][18].
- Il 12 febbraio 2013 con l'operazione Ada vengono emesse 65 ordinanze di custodia cautelare contro presunti affiliati degli Iamonte, tra cui il sindaco di Melito Porto Salvo Costantino Gesualdo accusati di associazione mafiosa, traffico di droga e traffico di armi[19][20][21].
- Il 20 novembre 2013 nell'operazione Sipario vengono arrestate dai carabinieri 12 persone di Melito Porto Salvo accusate di associazione mafiosa e di illeciti nell'assegnazione di appalti pubblici. Sarebbe coinvolto anche l'ex sindaco Iaria[22][23].
- Il 26 gennaio 2016 la DDA di Milano arresta il chirurgo plastico Arturo Sgrò e il carrozziere Ignazio Marrone, accusati di essere membri degli Iamonte-Moscato del locale di Desio retto ora da Giuseppe Pensabene. Il primo visitava e curava membri della 'ndrangheta mentre il secondo metteva a disposizione la sua officina per gli incontri. Sono accusati entrambi di aver riscosso crediti per i membri detenuti. Marroni fu coinvolto nel processo Infinito del 2010. Marrone in quanto siciliano era autorizzato dal locale a risolvere le questioni anche con famiglie di Cosa Nostra, in particolare i Rinzivillo di Gela; per la Calabria invece era in contatto con i Molluso e i Mancuso[24][25].
- Il 7 dicembre 2016 si conclude l'operazione Ecosistema che porta all'arresto di 14 persone, tra cui il sindaco di Bova Marina Vincenzo Crupi, il vicesindanco Giuseppe Benavoli e l'assessore all'ambiente Alfredo Zappia di Brancaleone  e due imprenditori nel settore dei rifiuti. Già arrestati in un'altra operazione Angelo e Natale Paviglianiti. Sono accusati di vari reati tra cui corruzione e turbativa d'asta e di aver agito con modalità mafiose favorendo le 'ndrine degli Iamonte e dei Paviglianiti[26][27][28].
- Il 28 novembre 2018 si conclude l'operazione della Guardia di Finanza e dello Scico Nebbia calabra che porta al sequestro di beni del valore di 8,5 milioni di euro a presunti affiliati degli Iamonte a Bologna[29]. Tra le attività sequestrate c'è un tabacchi del centro commerciale Pilastro forse acquisito con il finanziamento di 'ndranghetisti di Desio in Lombardia[29]. Tre persone sono accusate di intestazione fittizia di beni[29].
- Il 5 aprile 2019 la DIA di Reggio Calabria confisca beni immobili del valore di 5 milioni di euro all'infermiere Annunziato Iamonte vicino al capo oggi defunto della cosca Natale Iamonte, essendo stato sorvegliato speciale con obbligo di segnalare variazioni patrimoniali tra il 1998 ed il 2008 non espletate[30][31].

### Anni 2020
- 30 giugno 2020: Operazione The Shock contro gli Iamonte[32].
- 15 ottobre 2020: Operazione Perfido contro i Serraino, gli Iamonte e i Paviglianiti[33].

## Organizzazione
Membri di spicco
- Natale Iamonte (1927 - 2015)
- Vincenzo Iamonte (?-?)
- Giuseppe Iamonte (1949 - 2019), arrestato.
- Antonino Iamonte
- Remingo Iamonte, figlio di Natale, boss arrestato nel 2013[22][23].
- Carmelo Iamonte
- Giovanni Iamonte (?), figlio di Remingo, arrestato nel 2016 con l'operazione Ricatto[34] per violenza sessuale e condannato in primo grado a dicembre 2018 a 8 anni e 2 mesi di carcere[35].

## Ndrine alleate
- Moscato
- Malacrinò